# خانه قدیمی موسوی (مشهد)
خانهٔ قدیمی موسوی؛ نام خانه‌ای تاریخی مربوط به دورهٔ قاجار است و در شهرستان مشهد، شهر مشهد، خیابان امام رضا، نرسیده به فلکه آب، کوچه کربلا، کوچه دراز واقع شده و این اثر در تاریخ ۱۷ مرداد ۱۳۸۳ با شمارهٔ ثبت ۱۱۰۱۳ به‌عنوان یکی از آثار ملی ایران به ثبت رسیده‌است.